# Arrecife Colvocoresses
El arrecife Colvocoresses es un atolón totalmente sumergido en el océano Índico. Está situado en la parte noreste del archipiélago de Chagos, cerca del banco Speakers y del arrecife Blenheim. El arrecife tiene 8 km de longitud y mide entre 1 y 2 km de ancho. Los rompeolas sólo son visibles con mar gruesa.

## Historia
Este atolón sumergido lleva el nombre de Alden Partridge Colvocoresses, quien en la década de 1970 junto con John P. Snyder y John L. Junkins desarrollaron la proyección Mercator de espacio oblicuo.
La profundidad mínima cartografiada es de 9 m (30 pies) por encima del arrecife. Este sondeo fue uno de los pocos que se incorporaron a las cartas náuticas de EE. UU., ya que no se derivó de los datos del sonar o de la línea de plomo, sino de los datos radiométricos de las imágenes del escáner multiespectral Landsat (MSS).
El arrecife Colvocoresses es único, ya que fue descubierto gracias a las imágenes tomadas por el satélite Landsat de la Administración Nacional de Aeronáutica y del Espacio (NASA) (originalmente llamado Satélite de Tecnología de los Recursos Terrestres (ERTS)). Hay que tener en cuenta que estas primeras imágenes del Landsat cubrían una huella en la superficie de la tierra de unas 100 millas náuticas (185 km) de lado. También tenían una huella de elementos de imagen (píxeles) de 80 m (262 pies) y sólo podían detectar características cercanas a ese tamaño. Los escáneres multiespectrales (MSS) originales de Landsat (en Landsat/ERTS 1-5) tomaban imágenes de la Tierra con varias bandas espectrales. Cada banda proporciona una imagen en blanco y negro que se toma a través de un filtro espectral. Dispone de dos bandas infrarrojas no térmicas para detectar el vigor de las plantas. Estas bandas tienen una penetración de agua muy limitada. Landsat también tiene dos bandas de longitud de onda visible: roja y verde. Aunque la banda roja sólo penetra en el agua clara hasta unos ocho metros, se ha demostrado que la banda verde ve a través de las aguas claras del océano hasta profundidades de unos 30-40 m. Dado que la luz se atenúa exponencialmente a través de la columna de agua, si el agua es clara y las reflectancias del fondo son similares, el agua más profunda aparecerá más oscura en las imágenes del Landsat.
Los datos originales de profundidad para las zonas de aguas poco profundas en las cartas náuticas del archipiélago de Chagos se habían recogido a mediados de la década de 1830. A excepción de las zonas alrededor de Diego García, gran parte de los datos de las actuales cartas a pequeña escala del archipiélago proceden de los datos de la década de 1830. En 1975, el Centro Hidrográfico de la Agencia de Cartografía de Defensa, posteriormente incorporado a la Agencia Nacional de Inteligencia Geoespacial (NGA), solicitó a la NASA que recogiera imágenes Landsat sobre el archipiélago de Chagos. Las imágenes revelaron el arrecife Colvocoresses, hasta entonces desconocido, así como errores de posicionamiento de otros muchos arrecifes del archipiélago. Algunos estaban fuera de posición hasta 18 kilómetros (11 millas).
En el verano de 1976 se imprimió una nueva edición de la carta náutica del archipiélago de Chagos (nº 61610), en la que se mostraban las posiciones corregidas de los bancos y bajíos, así como del arrecife Colvocoresses. Se trata de la primera carta náutica de la que se tiene constancia que ha sido completamente revisada utilizando las imágenes del Landsat.

## Aviso para los navegantes
El brillo del arrecife se comparó con el brillo de otros arrecifes que tenían profundidades conocidas y reflejos de fondo similares. Se consideró aconsejable dar un aviso a los navegantes de un rango de profundidad probable para el arrecife con una advertencia en la carta de que probablemente había características menos profundas en el arrecife.